# Spilosmylus nephelius
Spilosmylus nephelius is een insect uit de familie watergaasvliegen (Osmylidae), die tot de orde netvleugeligen (Neuroptera) behoort. 
Spilosmylus nephelius is voor het eerst wetenschappelijk beschreven door Navás in 1926. De soort komt voor in de Filipijnen.